# Margriet de Moor
Margriet de Moor o Margaretha Maria Antonetta de Moior (nacida Neefjes; Noordwijk, 21 de noviembre de 1941) es una pianista y escritora de novelas y ensayos neerlandesa. Ganó el AKO Literatuurprijs por su novela Eerst grijs dan ingenio dan blauw (1991).

## Biografía
Margaretha Maria Antonetta Neefjes, nació en Noordwijk el año 1941, estuvo casada con el escultor Heppe de Moor (1938 - 1992). Tuvieron dos hijas: la escritora Marente y la artista visual Lara. Después de sus estudios de secundaria asistió al Real Conservatorio de La Haya, donde estudió piano y canto. Después hizo los estudios de historia del arte y arqueología en Ámsterdam y se dedicó a la enseñanza del piano.
De Moor empezó a escribir, y después de un intento fallido en una novela, debutó con una colección de cuentos, Op de rug gezien; colección que le hizo ganar el premio literario Gouden Ezelsoor, y un nombramiento para el AKO Literatuurprijs. Muchos de sus trabajos han sido traducidos al alemán.

## Premios literarios
- 1989 – Gouden Ezelsoor, nombramiento para AKO Literatuurprijs por Op de rug gezien
- 1990 –  Lucy B. en C.W. van der Hoogt-prijs por Dubbelportret
- 1992 – AKO Literatuurprijs por Eerst grijs dan wit dan blauw

## Obras publicadas
Selección de obras.
- Op de rug gezien (cuentos, 1988)
- Dubbelportret (novelas, 1989)
- Eerst grijs dan wit dan blauw (novela, 1991)
- De virtuoos (novela, 1993)
- Ik droom dus (cuentos, 1995)
- Hertog van Egypte (novela, 1996)
- Zee-Binnen (novela, 1999)
- Verzamelde verhalen (cuentos, 2000)
- Kreutzersonate - Een liefdesverhaal (novela, 2001)
- Ze waren schoolmeesters (biografía, 2001)
- De verdronkene (novela, 2005)
- De Kegelwerper (novela, 2006)
- Als een hond zijn blinde baas (ensasyo, 2007)
- De schilder en het meisje  (novela, 2010)
- De verdronkene (novela, 2010)
- Mélodie d'amour (novela, 2013)